# Ровно-Владимировка
Ро́вно-Влади́мировка — посёлок в Волжском районе Самарской области России. Входит в состав сельского поселения Дубовый Умёт.

## География
Посёлок находится в центральной части Самарской области, в пределах Низкого Заволжья, в лесостепной зоне, при автодороге А300, на расстоянии примерно 27 км (по прямой) к юго-востоку от Самары, административного центра района. Абсолютная высота — 137 м над уровнем моря.
Климат
Климат характеризуется как континентальный, с морозной зимой и продолжительным тёплым летом. Среднегодовая температура — 4,4 — 4,8 °C. Среднегодовое количество атмосферных осадков колеблется в диапазоне от 483 мм до 504 мм. Снежный покров в течение 140−160 дней.
Часовой пояс
Посёлок Ровно-Владимировка, как и вся Самарская область, находится в часовой зоне МСК+1. Смещение применяемого времени относительно UTC составляет +4:00.

## Население
| 2010 |
| ---- |
| 760  |

Половой состав
По данным Всероссийской переписи населения 2010 года в гендерной структуре населения мужчины составляли 47,5 %, женщины — соответственно 52,5 %.
Национальный состав
Согласно результатам переписи 2002 года, в национальной структуре населения русские составляли 78 % из 690 чел.